# Peter Zimmermann
Pour les articles homonymes, voir Zimmermann.
 (décembre 2018).
Si vous disposez d'ouvrages ou d'articles de référence ou si vous connaissez des sites web de qualité traitant du thème abordé ici, merci de compléter l'article en donnant les références utiles à sa vérifiabilité et en les liant à la section « Notes et références ».
Peter Zimmermann est un artiste allemand, né en 1956 à Fribourg. Il vit à Cologne.

## Biographie
Il a fait ses études à la Staatlichen Akademie der bildenden Künste, Stuttgart de 1979 à 1984. Peter Zimmermann est représenté par la Galerie Emmanuel Perrotin, à Paris, la Galeria Filomena Soares, au Portugal, la Galerie Nosbaum Reding, à Luxembourg et la Galerie Michael Janssen, en Allemagne[réf. nécessaire].

## Expositions

### Principales expositions personnelles
2018
- Solo Show, MPV Galery, Knokke-Heist

2017
- May be way, Dirimart, Istanbul
- Re: Einladungskarte, Kunststiftung Baden-Württemberg, Stuttgart
- Mark Peet Fisser Gallery,'s-Hertogenbosch, Netherlands
- Luca Tommasi, Milan
- Gaa Gallery, Provincetown

2016
- Museum gegenstandsfreier Kunst, Otterndorf
- Nosbaum Reding, Luxembourg
- Lisa Ungar / Charim Galerie, Vienna
- Playlist, Samuelis Baumgarte Galerie, Bielefeld
- Schule von Freiburg, Museum für neue Kunst, Freiburg
- Diffusion, Anima Gallery, Doha

2015
- Nunu Fine Arts, Taipeh
- Fleece, Laleh June Gallery, Basel

2014
- Nosbaum Reding, Luxembourg
- Sur le motif, Galerie Perrotin, Paris

2013
- Undertones, Wasserman Projects, Detroit
- Johyun Galerie Busan, Korea
- Crystal & fruits, Galerie Michael Janssen, Singapour
- Chrome, Dirimart Galerie Istanbul, Istanbul

2012
- Galerie Perrotin, Hongkong
- Nosbaum & Reding, Luxembourg
- Galeria Filomena Soares, Lisbon

2011
- Panorama, Kunstforum Schwäbisch Hall, Schwäbisch Hall
- Galerie MaxWeberSixFriedrich, Munich
- Galerie Zellweger, Lugano

2010
- Peter Zimmermann - Next of Kin. Dirimart, Istanbul
- Kith and Kin - Galerie Emmanuel Perrotin

2009
- Galerie Distrito 4, Madrid
- Galerie Michael Janssen, Berlin
- Galerie FriedrichUngar, München
- All you need, Museum Moderner Kunst Kärnten, Klagenfurt

2008
- Galerie Horach Moya, Palma de Mallorca
- New paintings, Galerie Filomena Soares, Lisbonne
- Currents, Columbus Museum of Art, Columbus, Ohio

2007
- Wheel, Kunsthalle, Nuremberg
- Reliance, Galerie Emmanuel Perrotin, Paris
- The Happy Lion, Los Angeles

2006
- Capas de gelatina, Centro de Arte Contemporáneo de Málaga, Málaga
- DistritoQu4tro, Madrid
- Cialis, Xanax, ..., Galerie Emmanuel Perrotin, Miami

2005
- New Paintings, Crown Gallery, Bruxelles
- OMR Gallery, Mexico (avec Thomas Grünfeld)

2004
- Galerie Emmanuel Perrotin, Paris, France
- Galeria Filomena Soares, Lisbonne, Portugal
- Before and after, DCCA Department of Contemporary Art, Delaware, États-Unis
- Poles and pockers, Galerie Michael Janssen, Cologne, Allemagne

2003
- Xpollination, Esbjerg Museum (avec Claus Carstensen), Danemark
- Angstöm Gallery, Dallas, États-Unis

2002
- Galerie Emmanuel Perrotin, Paris, France
- Galerie Michael Janssen, Cologne, Allemagne
- Klemens Gasser & Grunert. Inc Gallery, New York, États-Unis
- Zipp. Kasseler Kunst verein, Cassel, Allemagne

2001
- Galerie 20/21, Essen, Allemagne
- Kunstverein Heilbronn, Allemagne
- Kunsthalle Erfurt (avec Herbert Wentscher), Allemagne

2000
- Galerie Six Friedrich & Lisa Ungar, Munich, Allemagne

### Principales expositions collectives
2018
- Concurrent Realities, Gaa Gallery, Provincetown

2016
- The Extension of Medium, Nunu Fine Art, Taipei City
- GAA Gallery, Provincetown
- ART Marbella, Galeria Filomena Soares, Lisbonne
- Group Exhibition, Gaa Gallery, Cologne, Allemagne
- Carousel, Gaa Gallery, Provincetown

2014
- Present, Johyun Gallery, Busan

2013
- To Open Eyes - Kunst und Textil vom Bauhaus bis heute, Kunsthalle Bielefeld
- Happy Birthday, Galerie Perrotin / 25 Years, Tripostal, Lille
- Biennial Of The South in Panama 2013, Panama

2012
- The slide show, Mekanism Skateboards, avec Olafur Eliasson, Katharina Grosse, Guyton/Walker, Albert Ohlen, David Reed, Anselm Reyle, Dirk Skreber, Josh Smith, Peter Zimmermann, FRAC Auvergne, Clermont-Ferrand
- Formal? (avec Thomas Grünfeld, Wilhelm Mundt, Andreas Schultze, Rainer Splitt, Jens Wolf, Peter Zimmermann), Galerie Max Weber Six Friedrich, Munich
- Shibboleth, öffentlich/privat - Thomas Locher et Peter Zimmermann, Frederiksberg, Danemark

2011
- Farbe im Fluß, Museum Weserburg, Brême

2010
- Shibboleth, Sammlung Claus Carstensen, Copenhague
- Exquisite Corpse Drawings at the Armory Show, New York

2009
- Extended, Sammlung Landesbank Baden-Würtemberg, ZKM / Museum für Neue Kunst, Karlsruhe (Kat. / cat.)
- Reloded, Neuhängung der Sammlung. Kunstmuseum Bonn.

2008
- The Box, Norma Desmond Productions, Los Angeles
- Slick Surfaces, GalerieKleinsimmlinghausDüsseldorf/Villa Goecke Krefeld, kuratiert von Dirk Steimann
- Galerie Six Friedrich Lisa Ungar, Munich
- Platicismes, Centre Cultural Sa Nostra in Palma (Kat. / cat.)
- There is Desire left(Knock, knock) Werke aus der Sammlung Mondstudio, Museum Wiesbaden
- Vetrautes Terrain, Aktuelle Kunst in & über Deutschland – collector’s choice, Museum für Neue Kunst, ZKM Karlsruhe, 22 mai-21 septembre 2008 (Kat. / cat.)
- A Truley German Saving Grace, Norma Desmond Production, Los Angeles
- Open Space featuring European Kunsthalle, Art Cologne 2008
- There is Desire left (Knock, knock) Werke aus der Sammlung Mondstudio, Kunstmuseum Bern
- Abstrakt abstract, MMKK. Museum Moderner Kunst Kärnten, Klagenfurt (Kat. / cat.)

2007
- Biennale de Moscou
- Gmg, Galerie Marina Goncharenko
- Strange Brew, curateur : Wolfgang Schoppmann, Max Lang Gallery, New York, 2007
- Small is beautitul, Klemens Gasser & Tanja Grunert Inc. New York
- Mechanism, Projektraum Galerie Janssen, Berlin
- National Geographic, Norma Desmond Productions, Los Angeles

2006
- Different Realities?, Crown Gallery, Bruxelles
- Floating forms. Abstract art now, Wilhelm-Hack-Museum, Ludwigshafen

2005
- Art Unlimited, Foire de Bâle, Suisse
- Waters and Watercolours, Galerie Georg Kargl, Vienne
- Der Kunst ihre Räume, Bonner Kunstverein
- Vom bild // zum Bild. Metarmorphose, Museum der Moderne Salzburg Rupertinum, Salzbourg
- Spinnwebzeit, Museum für Moderne Kunst, Francfort
- Nach Rokytník. Die Sammlung der EVN, Museum Moderner Kunst – Stiftung Ludwig, Vienne
- Das schwarze Quadrat, Museum Ritter, Stuttgart
- Miradas y Conceptos, Museo Extremeño e Iberoamericano de Arte Contemporáneo, Badajoz

2004
- Mund Locher Zimmermann, Galerie Six Friedrich Lisa Ungar, Munich, Allemagne
- Schöner Wohnen, New Centre of contemporary art 'BE-PART', Waregem, Belgique
- Rodolphe Janssen Feat Michael Janssen, Galerie Rodolphe Janssen, Bruxelles, Belgique

2003
- Der silberne Schnitt, Kunstverein Stuttgart, Allemagne
- Open the curtain, Kunsthalle Kiel, Allemagne
- New abstract painting painting abstract now, Museum Morsbroich, Leverkusen, Allemagne
- Preview 2003. The happy Lion, (Leo Keoning. Inc, & Galerie Michael Janssen), Los Angeles, États-Unis

2002
- Der Larsen Effekt, Casino, Luxembourg, Luxembourg
- Art & economy, Deichtorhallen, Hambourg, Allemagne
- ZIPP, Kunstverein, Cassel, Allemagne
- Shopping, Schirn Kunsthalle, Francfort, Allemagne
- Schwarzwald Hochstrasse, Staatliche Kunsthalle, Baden-Baden, Allemagne
- Iconoclach, ZKM, Karlsruhe, Allemagne
- Post-Digital Painting, Cranbrook Art Museum, Detroit, États-Unis

2001
- Close up, Kunstverein Hannovre, Allemagne
- Galerie Zwinger, Berlin, Allemagne

2000
- Reality bites, Kunsthalle Nürnberg, Allemagne
- Close up, Kunstverein im Marienbad, Freiburg und Kunstverein Baselland, Basel, Allemagne
- Orbis Terrarum, Musée Plantin-Moretus, Anvers, Belgique
- Griffelkunst, Kunsthaus Hambourg, Allemagne
- Metropolis, Fondation Bruxelles, Bruxelles, Belgique
- Stanze, Museion, Bolzano, Italie

1999
- Galerie Meile, Lucerne, Suisse
- Galerie Gasser Grunert, New York, États-Unis

## Collections publiques
- Fonds National d'Art Contemporain, Paris, France
- Fondation Cartier Pour l'Art Contemporain, Paris, France
- Musée d'Art moderne de la Ville de Paris, Paris, France
- Musée d'Art moderne de Saint-Étienne, Saint-Étienne, France
- FRAC Languedoc-Roussillon, France
- Centre Georges Pompidou (Amis du musée national d'Art moderne), France
- FRAC Aquitaine, France
- Filmoteca universitaria de Barcelona, Barcelone, Espagne
- Museum of Modern Art, New York, États-Unis
- New York Public Library, New York, États-Unis
- Bibliothèque Nationale, Paris, France
- New Orleans Museum of Modern Art, New Orleans, États-Unis
- Museum für Angewandte Kunst, Cologne, Allemagne
- Neue Galerie, Graz, Autriche
- Museum of Fine Arts, Boston, États-Unis
- Galerie für zeitgenössische Kunst, Leipzig, Allemagne
- Staatsgalerie Stuttgart, Allemagne
- LB Baden-Württemberg, Allemagne